# Pastor (Unternehmerfamilie)
Pastor (Pastoir) ist der Familienname einer traditionsreichen und bedeutenden Aachener und Burtscheider Tuch- und Nadelfabrikantenfamilie, die darüber hinaus in der freien Reichsstadt Aachen mehrfach auch die Schöffen und Bürgermeister stellte.

## Ursprünge
Die genealogischen Wurzeln der Familie liegen im Aachener Ortsteil Haaren, wo der älteste anzunehmende Stammvater Johann I. Pastoir (1390–1449), damals noch mit dem Zusatz „von Haaren“ erwähnt, seine Heimat hatte. Er war zweimal verheiratet, wobei über seinen Sohn Hermann I. Pastor († vor 1440) aus erster Ehe mit einer gewissen Frau Roisblock sich die spätere Burtscheider Linie entwickelte, die sich der Tuch- und Nadelindustrie zuwandte, wohingegen die Nachkommen seines Sohnes Johann II. Pastor (1440–1510) aus der zweiten Ehe mit Griete Swane (Schwan; † 1484) als Aachener Schöffenfamilie bekannt wurde, aber ca. 1648 im Mannesstamm erloschen ist.

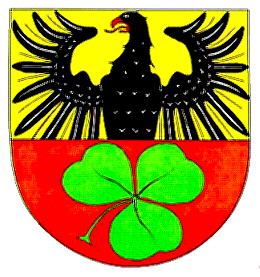
Wappen von Haaren mit Kleeblatt der Familie Pastor

Das dreiblättrige Kleeblatt im unteren Teil des Wappens von Haaren stellt das Wappen der Aachener Familie von Pastor in der ursprünglichen Form dar, wobei der Adler im oberen Teil des Schildes die Zugehörigkeit Haarens zur freien Reichsstadt Aachen bekundet. Die Familie von Pastor ist die älteste bekannte wappenführende Familie in Haaren.

## Aachener Linie – Schöffenfamilie
Bereits benannter Sohn Johann II. Pastor (1440–1510), Kaufmann und Weinhändler in Aachen sowie Besitzer des damals bekannten Aachener Gasthauses „Zum Birnbaum“ am Markt. Er wurde 1470 in den Stadtrat und in den Jahren 1498/99 und 1502/1503 zum Bürgermeister der Reichsstadt Aachen gewählt, fast zeitgleich wie sein Vetter Hermann Pastor († 1515), der im Jahr 1500 aus den Reihen der Zünfte zum Bürger-Bürgermeister gewählt wurde. Darüber hinaus wurde er 1501 in den Schöffenstuhl aufgenommen und bekleidete ab 1506 das Ehrenamt eines weltlichen Sendschöffen. Der nächste Amtsträger der Familie war sein Enkel Jacob I. Pastor (1531–1585). Der gelernte Kaufmann war Mitglied in mehreren Zünften, ab 1561 Ratsmitglied und von 1564 bis 1585 Aachener Schöffe sowie ab 1572 Sendschöffe. Dessen Sohn Jacob II. Pastor († 1618), Mitglied des Collegium Germanicum in Rom, wurde ebenfalls zunächst in den Stadtrat gewählt und von 1604 bis 1618 zum Schöffen ernannt. Sein Bruder Georg Pastor († 1648), Jurist und Rittmeister in kaiserlichen Diensten war schließlich der letzte von 1617 bis 1648 tätige Schöffe aus der Familie Pastor, mit dem dieser Zweig auch im Mannesstamm erloschen ist.

## Burtscheider Linie – Fabrikantenfamilie
Der eigentliche wirtschaftliche Aufstieg der Familie begann jedoch ab dem Sohn Hermann I. Pastor aus der ersten Ehe. Dessen Sohn Hermann II. († 1515) war Mitglied der reichsstädtischen Verwaltung, Ratsmitglied und ebenfalls 1500/01 Bürgermeister von Aachen. Als Bürgermeister setzte er sich dafür ein, dass die Schmiedemeister die Berechtigung erhielten, mit Eisen und Stahl zu handeln, was bisher nur den Krämern vorbehalten war. Sein Sohn Hermann III. (* 1485) wechselte zu Beginn der Aachener Religionsunruhen aus wirtschaftlichen Gründen in die damals unabhängige Stadt Burtscheid und begründete damit die anwachsende Burtscheider Linie. Dessen Sohn Heinrich IV. (1530–1615) schloss sich nun ebenso wie viele andere Familienmitglieder aus der Aachener Schöffenlinie dem evangelischen Glauben an und stieg erstmals in das florierende Nadelgewerbe ein.
Drei Generationen später gründete Peter Pastor (1669–1754) als erster eine familieneigene Tuchfabrik und Tuchhandlung unter dem Firmennamen „Peter Pastor, Tuchhandlung und Fabrik“. Im Jahre 1745 übernahm Gotthard II. Pastor (1704–1777) die Tuchfabrik seines Vaters Peter Pastor, die jetzt unter dem Namen „Gotthard Pastor Peters Sohn“ firmierte, und gründete darüber hinaus noch eine Nadelfabrik. Nach Gotthards Tod wurde die Tuchfabrik seinem Sohn Karl Philipp (1745–1810) überschrieben, die dann noch zwei Generationen weiter bis 1908 im Familienbesitz blieb.

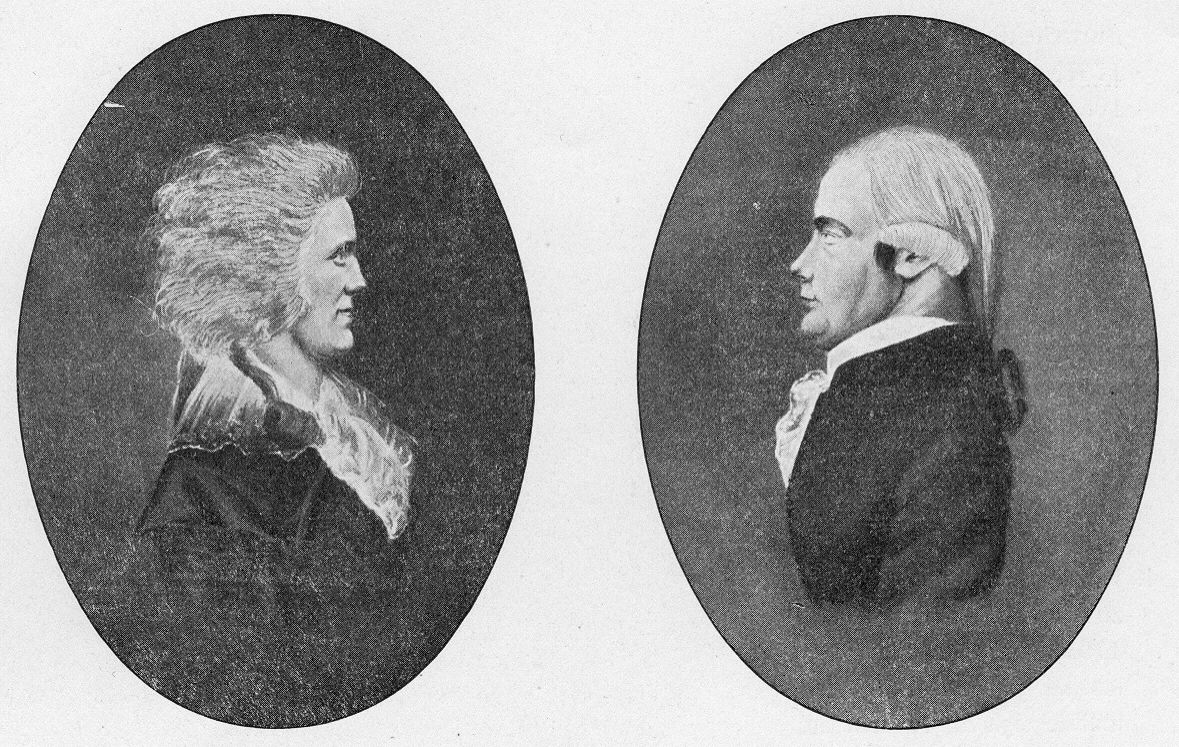
Eheleute Philipp Heinrich I. Pastor und Amalie Henriette Platte

Dagegen wurde die Nadelfabrik dem Sohn Philipp Heinrich Pastor (1752–1821), dem Älteren übertragen, der für seine Produktion erstmals Dampfmaschinen einsetzte. Ein Porträt-Gemälde von ihm, gemalt von Johann Baptist Joseph Bastiné, befindet sich noch heute im Couven-Museum Aachen. Dessen Neffe und Firmenerbe Philipp Heinrich Pastor, der Jüngere (1787–1844), welcher auch zugleich Teilhaber bei „Gotthard Pastor Peters Sohn“ war, erfand den „Exhauster“, einen Saug- und Entlüftungsapparat, der die Bearbeitungsstäube, die beim Schleifen der Nadeln entstanden, absaugte, wodurch die Arbeit effektiver und erträglicher wurde. Darüber hinaus war er Gründungsmitglied der Aachener-Münchener Feuerversicherungsgesellschaft, Direktionsmitglied der Rheinischen Eisenbahngesellschaft sowie von 1841 bis 1843 Präsident der Industrie- und Handelskammer Aachen. Außerdem setzte er sich bei David Hansemann vehement dafür ein, dass die Bahnlinie Köln-Lüttich der Rheinischen Eisenbahngesellschaft über Aachen führte. Er war verheiratet mit Amalie Henriette Platte aus Großeledder in Wermelskirchen. Sie hatte mit den Krupp von Bohlen und Halbach in Essen gemeinsame Voreltern. Seine Nadelfabrik übernahm nach seinem Tod zunächst sein Sohn, Kommerzienrat Rudolf Arthur Pastor (1828–1892). Dessen Sohn Philipp Heinrich Arthur Pastor (1856–1931) überführte diese im Jahr 1917 in die „Rheinische Nadelfabrik AG“. Dafür stieg dessen Bruder Wilhelm Emil Pastor (1865–1925) wieder in die Tuchindustrie ein und wurde zum Vorsitzenden des Tuchfabrikantenvereins Aachen gewählt.
Zwischenzeitlich waren weitere Familienmitglieder an der Gründung einzelner Nadel- und Tuchfabriken beteiligt wie beispielsweise der Großneffe von Peter Pastor, Daniel Isaak Pastor (1749–1826), Großvater des Historikers und österreichischen Diplomaten Ludwig von Pastor (1854–1928), mit seiner Tuchfabrik „Daniel Pastor Karls Sohn“. Mit Johann Wilhelm Pastor (* 1818) wurde erstmals auch ein Familienmitglied nach Russland berufen, leitete als Direktor in Białystok und später in Choroszcz bedeutende Tuchfabriken und machte sich schließlich mit der eigenen Tuchfabrik „J. W. Pastor & Söhne“ selbständig, welche später von seinen Söhnen als Kommissions- und Agenturgeschäft weiterbetrieben wurde. Aber auch Gemeinschaftskooperationen mit befreundeten oder verschwägerten Familien wie beispielsweise der Familie von Johann Arnold von Clermont in Vaals, Scheibler in Monschau und Otto Peltzer in Aachen kamen zustande. Auch die materielle und technische Unterstützung vor allem durch modernere Arbeitsmaschinen – Grob- und Feinspinnmaschinen, mechanische Webstühle – aus der Fabrikation des in Verviers und Lüttich ansässigen englischen Unternehmers William Cockerill, Senior, führten zu dem rasanten Aufstieg der Tuchfabrikation in Aachen und damit auch der Werke der Familie Pastor, welche von Kaiser Napoléon persönlich begutachtet wurden.
Mit Konrad Gustav Pastor (1796–1890), einem Enkel von Gotthard II. Pastor, errichtete ein erstes Familienmitglied außerhalb Aachens und Burtscheids in unmittelbarer Nähe zur Maschinenfabrik von William Cockerill in Verviers eine neue Kammgarnfabrik. Wenige Jahre später berief ihn Williams Sohn John Cockerill in sein Stahlwerk nach Seraing und ernannte ihn zum Direktor der S. A. Cockerill-Sambre. Dadurch geprägt entschieden sich zwei seiner Söhne, Gustave Léon Pastor (1832–1922) und George Oktave Pastor (1835–1915), für eine Laufbahn zum Hütteningenieur, wobei beide später ihre Tätigkeit nach Duisburg verlegten und es dort zum Technischen Direktor der Rheinischen Stahlwerke brachten. Darüber hinaus kam es durch die Heirat von Charles James Cockerill (1787–1837) mit Karoline Elisabeth Pastor (1791–1836) und John Cockerill (1790–1840) mit Johanna Friederike Pastor (1795–1850), beides jeweils Söhne von William Cockerill mit Töchtern von Philipp Heinrich Pastor, dem Älteren, zu verwandtschaftlichen Verbindungen der englisch-belgischen Industriellenfamilie mit den Burtscheider Tuch- und Nadelfabrikanten.
Im 20. Jahrhundert war schließlich auch die Familie Pastor trotz eines kurzzeitigen Booms nach dem Zweiten Weltkrieg von dem allgemeinen Niedergang der Tuch- und Nadelindustrie betroffen und war wohl auch durch die Billigproduktion aus den expandierenden asiatischen Ländern dazu gezwungen, ein Werk nach dem anderen zu verkaufen oder zu schließen.

## Bedeutende Familienmitglieder
- Carl Arthur Pastor (1885–1960), Gerichtsassessor und Bankdirektor, Ehrensenator und Ehrenbürger der RWTH Aachen, Namensgeber der Carl-Arthur Pastor-Stiftung, Enkel von Rudolf Arthur Pastor.
- Gustave Léon Pastor (1832–1922), Hütteningenieur, 1878 bis 1890 Technischer Direktor der Rheinischen Stahlwerke, erwarb 1879 die Lizenz für das Thomas-Verfahren. Sohn von Konrad Gustav Pastor
- George Oktave Pastor (1835–1915), Hütteningenieur, 1865 bis 1871 Generaldirektor bei S. A. Cockerill, 1871 bis 1878 Technischer Direktor der Rheinischen Stahlwerke, Belgischer Honorarkonsul in Düsseldorf, Sohn von Konrad Gustav Pastor
- Gottfried Pastor (1809–1899), Wollfabrikant und Gründer der Tuchfabrik Pastor; Geheimer Kommerzienrat, Handelsrichter und Ratsherr, Aufsichtsrats- und Verwaltungsratsmitglied bedeutender Gesellschaften
- Johann Pastor (1440–1510), Gastwirt, Schöffe und Bürgermeister der Reichsstadt Aachen
- Karl Theodor von Pastor (1857–1919), Landrat des Kreis Malmedy und des Landkreises Aachen
- Konrad Gustav Pastor (1796–1890), „Der belgische Pastor“, Kammgarnfabrikant, 1829 bis 1865 Generaldirektor bei S. A. Cockerill Seraing, 1842 bis 1869 Präsident des Verwaltungsrates der Cockerillwerke, Ehrenbürger von Belgien; Namensgeber der „Rue Pastor“ in Seraing, Enkel von Gotthard II. Pastor und Vetter von Philipp Heinrich Pastor, dem Jüngeren
- Ludwig Friedrich August Pastor, Edler und Freiherr von Camperfelden (1854–1928), Historiker und Österreichischer Diplomat, Enkel von Daniel Isaak Pastor, konvertierte mit zehn Jahren zum katholischen Glauben, Namensgeber der "von Pastor-Straße" in Burtscheid
- Philipp Heinrich Pastor (1787–1844), Erfinder des Exhausters, Gründungsmitglied der Aachener-Münchener Feuerversicherungsgesellschaft, Direktor der Rheinischen Eisenbahngesellschaft, 1841 bis 1843 Präsident der Industrie- und Handelskammer Aachen, Namensgeber des Pastor-Platzes in Aachen, Enkel von Gotthard II. Pastor und Vetter von Konrad Gustav Pastor
- Rudolf Arthur Pastor (1828–1892), Kgl. preuß. Kommerzienrat, Friedensrichter, Mitglied des Provinzialrates der Rheinprovinz, Verwaltungs- und Aufsichtsratsmitglied bedeutender Gesellschaften, Sohn von Philipp Heinrich
- Willy (Emil) Pastor (1867–1933), Kunst- und Kulturkritiker, völkischer Schriftsteller, Großneffe von Philipp Heinrich Pastor, dem Jüngeren, verheiratet mit der Landschafts- und Genremalerin Emma Pastor Normann.